# Zyski nadzwyczajne
Zyski nadzwyczajne - zgodnie z ustawą o rachunkowości z dnia 29 września 1994 r. są to zyski powstające na skutek zdarzeń trudnych do przewidzenia, poza działalnością operacyjną jednostki i niezwiązanych z ogólnym ryzykiem jej prowadzenia.
Do zysków nadzwyczajnych zalicza się:
- przyznane lub otrzymane od zakładów ubezpieczeń odszkodowania za straty w składnikach majątkowych spowodowane zdarzeniami losowymi, tj. zdarzeniami niezależnymi od jednostki i jej działalności (powódź, pożar, gradobicie, huragan, kradzież z włamaniem, wypadek drogowy itp., w części przekraczającej straty w składnikach majątkowych,
- równowartość nadających się do dalszego wykorzystania składników majątkowych objętych zdarzeniami losowymi.

MSSF/MSR nie rozpoznają pozycji zysków nadzwyczajnych.